# Superliga LVP
La Superliga Domino's, o simplemente Superliga, previamente conocida como División de Honor (2012-16) y Superliga Orange (2017-20), es la máxima categoría competitiva oficial de League of Legends en España. Organizada por la Liga de Videojuegos Profesional desde 2012, de la que toma sus siglas y de la que es el evento más importante y prestigioso, es una de las competiciones más reconocidas dentro del panorama europeo.
En el sistema piramidal del competitivo internacional, a nivel continental, es la League of Legends European Championship (LEC) la competición más importante enfrentando entre sí a los mejores equipos europeos en una liga cerrada. El evento que cierra cada temporada es el campeonato mundial, el League of Legends World Championship —conocido como «Worlds»—, y para el que sí hay clasificatorio. En el caso de las ERLs (European Regional Leagues) como la Superliga, los mejores equipos de cada edición tienen acceso al EMEA Masters. MAD Lions E.C. y Team Heretics han sido los únicos equipos de Superliga que han logrado ganar una edición del EMEA Masters, habiéndolo logrado en los veranos de 2018 y 2022, respectivamente.
Desde 2025 la Superliga se divide en los split de invierno, primavera y verano, resultando tres vencedores anuales. El vigente campeón es Barça eSports, y GIANTX PRIDE es el equipo más laureado, habiendo acumulado un total de siete campeonatos. Otros ocho equipos, para un total de diez, conforman la liga.

## Equipos
| Equipo             | Debut | Roster      | Roster   | Roster    | Roster    | Roster   | Entrenador  |
| Equipo             | Debut | Top         | Jungla   | Mid       | Bot       | Support  | Entrenador  |
| ------------------ | ----- | ----------- | -------- | --------- | --------- | -------- | ----------- |
| Barça eSports      | 2022  | WhiteKnight | 113      | Czekolad  | Legolas   | whiteinn | Jandro      |
| Los Heretics       | 2022  | Tracyn      | Daglas   | Mercy9    | Rin       | Kaiser   | Independent |
| LUA Gaming         | 2024  | Marky       | Sn1lle   | Hydra     | Shy Carry | Click    | DeadShadow  |
| Ramboot Club       | 2024  | Thien       | noname   | Baca      | Syzyfek   | Goliath  | Xaio        |
| VENI VIDI VICI     | 2025  | iBo         | Oleg     | Marty     | Rayito    | Nash     | Exorant     |
| GIANTX PRIDE       | 2024  | Badlulu     | Ferret   | Feisty    | Aetinoth  | Lospa    | FearlessS   |
| Guasones           | 2023  | Selenex     | Nyx      | Macaquino | Lelouch2  | Passzi   | Yocks       |
| Movistar KOI Fénix | 2024  | NightSlayer | Time     | Fresskowy | 13        | Thomas   | Disgrace    |
| UCAM Esports       | 2017  | Sinmivak    | bluerzor | ESCIK     | ANDARIEL  | iLevi    | Crusher     |
| ZETA               | 2024  | CPM         | Nasser   | Xico      | Afriibi   | escoX    | Sanguiesna  |

## Historial

### Por temporada
Esta tabla muestra el resultado final de todas las temporadas de Superliga:
| Año               | Split             | Campeón               | Subcampeón        |                   |
| División de Honor | División de Honor | División de Honor     | División de Honor | División de Honor |
| ----------------- | ----------------- | --------------------- | ----------------- | ----------------- |
| 2012              | Temporada 1       | Smart People          | Pain Gaming       |                   |
| 2012              | Temporada 2       | Giants Gaming         | x6tence           |                   |
| 2013              | Temporada 3       | 34United              | Comando Élite     |                   |
| 2013              | Temporada 4       | OverGaming Club       | Dimegio Club      |                   |
| 2014              | Temporada 5       | Karont3 e-Sports Club | DRAGONS E.C.      |                   |
| 2014              | Temporada 6       | Giants Underdoges     | Team SalsaLoL     |                   |
| 2015              | Temporada 7       | xPerience eSports     | OverGaming Club   |                   |
| 2015              | Temporada 8       | Giants Underdoges     | CooLife Gaming    |                   |
| 2016              | Temporada 9       | G2 Vodafone           | ASUS ROG Army     |                   |
| 2016              | Temporada 10      | ASUS ROG Army         | G2 Vodafone       |                   |
| Superliga         |                   |                       |                   |                   |
| 2017              | Primavera         | ThunderX3 Baskonia    | KIYF eSports      |                   |
| 2017              | Verano            | Giants Only The Brave | MAD Lions E.C.    |                   |
| 2018              | Primavera         | MAD Lions E.C.        | Movistar Riders   |                   |
| 2018              | Verano            | MAD Lions E.C.        | Vodafone Giants   |                   |
| 2019              | Primavera         | Splyce Vipers         | Origen BCN        |                   |
| 2019              | Verano            | Vodafone Giants       | Origen BCN        |                   |
| 2020              | Primavera         | Vodafone Giants       | Movistar Riders   |                   |
| 2020              | Verano            | Movistar Riders       | G2 Arctic         |                   |
| 2021              | Primavera         | UCAM Esports          | Cream Real Betis  |                   |
| 2021              | Verano            | Vodafone Giants       | UCAM Esports      |                   |
| 2022              | Primavera         | Fnatic TQ             | BISONS ECLUB      |                   |
| 2022              | Verano            | Team Heretics         | Giants Gaming     |                   |
| 2023              | Primavera         | Movistar Riders       | Los Heretics      |                   |
| 2023              | Verano            | Movistar Riders       | BISONS ECLUB      |                   |
| 2024              | Primavera         | Los Heretics          | Guasones          |                   |
| 2024              | Verano            | Los Heretics          | Barça eSports     |                   |
| 2025              | Invierno          | Los Heretics          | Barça eSports     |                   |
| 2025              | Primavera         | Barça eSports         | GIANTX PRIDE      |                   |
| 2025              | Verano            |                       |                   |                   |

### Por equipo
Los equipos en cursiva denota equipo que ya no participa en la liga.
| Equipo                | Títulos | Subcampeón | Temporadas campeón                                                                           | Temporadas subcampeón                       |
| --------------------- | ------- | ---------- | -------------------------------------------------------------------------------------------- | ------------------------------------------- |
| GIANTX PRIDE          | 7       | 3          | Temporada 2, Temporada 6, Temporada 8, Verano 2017, Verano 2019, Primavera 2020, Verano 2021 | Verano 2018, Verano 2022, Primavera 2025    |
| Movistar KOI Fénix    | 5       | 3          | Primavera 2018, Verano 2018, Verano 2020, Primavera 2023, Verano 2023                        | Verano 2017, Primavera 2018, Primavera 2020 |
| Los Heretics          | 4       | 1          | Verano 2022, Primavera 2024, Verano 2024, Invierno 2025                                      | Primavera 2023                              |
| Barça eSports         | 1       | 2          | Primavera 2025                                                                               | Verano 2024, Invierno 2025                  |
| OverGaming Club       | 1       | 1          | Temporada 4                                                                                  | Temporada 7                                 |
| G2 Vodafone           | 1       | 1          | Temporada 9                                                                                  | Temporada 10                                |
| ASUS ROG Army         | 1       | 1          | Temporada 10                                                                                 | Temporada 9                                 |
| UCAM Esports          | 1       | 1          | Primavera 2021                                                                               | Verano 2021                                 |
| Smart People          | 1       | 0          | Temporada 1                                                                                  |                                             |
| 34United              | 1       | 0          | Temporada 3                                                                                  |                                             |
| Karont3 e-Sports Club | 1       | 0          | Temporada 5                                                                                  |                                             |
| xPerience eSports     | 1       | 0          | Temporada 7                                                                                  |                                             |
| ThunderX3 Baskonia    | 1       | 0          | Primavera 2017                                                                               |                                             |
| Splyce Vipers         | 1       | 0          | Primavera 2019                                                                               |                                             |
| Fnatic TQ             | 1       | 0          | Primavera 2022                                                                               |                                             |
| Origen BCN            | 0       | 2          |                                                                                              | Primavera 2019, Verano 2019                 |
| BISONS ECLUB          | 0       | 2          |                                                                                              | Primavera 2022, Verano 2023                 |
| Pain Gaming           | 0       | 1          |                                                                                              | Temporada 1                                 |
| x6tence               | 0       | 1          |                                                                                              | Temporada 2                                 |
| Comando Élite         | 0       | 1          |                                                                                              | Temporada 3                                 |
| Dimegio Club          | 0       | 1          |                                                                                              | Temporada 4                                 |
| DRAGONS E.C.          | 0       | 1          |                                                                                              | Temporada 5                                 |
| Team SalsaLoL         | 0       | 1          |                                                                                              | Temporada 6                                 |
| CooLife Gaming        | 0       | 1          |                                                                                              | Temporada 8                                 |
| KIYF eSports          | 0       | 1          |                                                                                              | Primavera 2017                              |
| G2 Arctic             | 0       | 1          |                                                                                              | Verano 2020                                 |
| Cream Real Betis      | 0       | 1          |                                                                                              | Primavera 2021                              |
| Guasones              | 0       | 1          |                                                                                              | Primavera 2024                              |